# Лазарево
Лазарево (мађ. Lázárföld) је насеље града Зрењанина у Средњобанатском округу. Према попису из 2022, у насељу је живело 2231 становника.
У Лазареву се одржава алтернативни музички фестивал под називом Лазарус Фест. У Лазареву се налази фудбалски клуб Задругар.

## Историја
Године 1800. село су основали Немци. Након Другог светског рата Немци су исељени и депортовани у окружне логоре, а уселили су се ратни ветерани из СР Босне и Херцеговине.

### Изградња првих кућа
Лазарево — 1. августа 1781. године године трговац стоком Лазар Лукач (пореклом Јермен), на лицитацији у Бечу, за суму од 217.000 форинта, купио је 30.000 јутара земље у средњем Банату, са средиштем у Ечкој. После смрти Лазара Лукача (1793) његов син Лазар Јанош ступио је у преговоре са Немцима из горњег дела Торонталске жупаније. Плод тих преговора је уговор о насељавању и већ 1800. године на огромно имање Лазара Јаноша стижу прве досељеничке немачке породице из Сент Хуберта, Шарлевира и Селтура. Као место за насељавање била им је одређена „Мартиница пуста“, ненасељена пустара која се простирала источно од Бечкерека. Било је то, после Ечке и Јанковог Моста, треће насеље које је ницало на поседу Лазара Јаноша и у његову част названо је Лазарфелд.
Изградња првих кућа на тлу Лазарева започета је у мају 1800. године. Куће су биле од набоја и покривене трском. Име Лазарфелд је од 05. јула 1922. године, када се назив мења у Лазарево, да би капитулацијом Југославије поново вратио старо име од 19. априла 1941. до 3. октобра 1944. године. Лазарфелд је ослобођен 2. октобра 1944. године, а већ сутрадан добија назив Лазарево. Након Другог светског рата, планском колонизацијом Лазарево је насељено борачким породицама из Социјалистичке Републике Босне и Херцеговине, углавном са Романије, из вишеградског краја, из околине Трнова и Калиновика, нешто мање из околине Добоја, и из Босанске крајине од Мркоњић Града и Шипова. Организовани долазак првих колониста је био 18. септембра 1945. године, када је стигло 60 породица, 19. новембра друга група, такође од 60 породица, а трећа група — 100 породица 29. децембра. Током априла следеће године овде је „возом без возног реда“ стигло још 120 породица. Тако је, након ослобађања нови дом стекло у Лазареву 340 породица.

### Црква
Реконструисана протестантска црква у Лазареву 12. септембра 1998. године започета је реконструкција протестантске цркве, чиме је након реновирања настао први православни храм у Лазареву у његовом двеста година дугом постојању. Дана 9. јануара 1999. године, на дан Светог архиђакона и првомученика Стефана, обављен је чин освештења цркве, а црква је посвећена Рођењу Пресвете Богородице (Мала Госпојина, 21. септембар). У Лазареву је започета градња православног храма који је посвећен Св. великомученици Марини, која је храмовна и сеоска слава, а празнује се 30. јула. Темеље новог храма освештао је епископ банатски Никанор у саслуживању епископа милешевског Филарета.

### 2011.
Насеље је постало познато након што је у њему 26. маја 2011. године ухапшен Ратко Младић.
Након хапшења Ратка Младића у Лазареву, грађани су за новинаре блокирали улице и прилаз око куће у којој је боравио Ратко Младић. Покренута је и петиција за промену имена Лазарево у Младићево.

## Демографија
У насељу Лазарево живи 2.691 пунолетни становник, а просечна старост становништва износи 40,4 година (38,8 код мушкараца и 41,9 код жена). У насељу има 1.079 домаћинстава, а просечан број чланова по домаћинству је 2,66.
Ово насеље је великим делом насељено Србима (према попису из 2002. године), а у последња три пописа, примећен је пад у броју становника.
| График промене броја становника током 20. века | \| Демографија[9] \| Демографија[9] \| Демографија[9] \| \| Година \| Становника \| Становника \| \| -------------- \| -------------- \| -------------- \| \| 1948. \| 2.499 \| \| \| 1953. \| 2.836 \| \| \| 1961. \| 3.313 \| \| \| 1971. \| 3.430 \| \| \| 1981. \| 3.480 \| \| \| 1991. \| 3.450 \| 3.406 \| \| 2002. \| 3.308 \| 3.356 \| \| 2011. \| 2.877 \| \| |            |
| Демографија                                    | |            |
| Година                                         | Становника | Становника |
| 1948.                                          | 2.499 |            |
| 1953.                                          | 2.836 |            |
| 1961.                                          | 3.313 |            |
| 1971.                                          | 3.430 |            |
| 1981.                                          | 3.480 |            |
| 1991.                                          | 3.450 | 3.406      |
| 2002.                                          | 3.308 | 3.356      |
| 2011.                                          | 2.877 |            |

| Етнички састав према попису из 2002.‍ | Етнички састав према попису из 2002.‍ | Етнички састав према попису из 2002.‍ | Етнички састав према попису из 2002.‍ | Етнички састав према попису из 2002.‍ |
| ------------------------------------ | ------------------------------------ | ------------------------------------ | ------------------------------------ | ------------------------------------ |
|                                      |                                      |                                      |                                      |                                      |
| Срби                                 | Срби                                 |                                      | 3.135                                | 94,77%                               |
| Југословени                          | Југословени                          |                                      | 52                                   | 1,57%                                |
| Мађари                               | Мађари                               |                                      | 40                                   | 1,20%                                |
| Хрвати                               | Хрвати                               |                                      | 16                                   | 0,48%                                |
| Македонци                            | Македонци                            |                                      | 6                                    | 0,18%                                |
| Роми                                 | Роми                                 |                                      | 4                                    | 0,12%                                |
| Црногорци                            | Црногорци                            |                                      | 3                                    | 0,09%                                |
| Румуни                               | Румуни                               |                                      | 2                                    | 0,06%                                |
| Русини                               | Русини                               |                                      | 1                                    | 0,03%                                |
| Немци                                | Немци                                |                                      | 1                                    | 0,03%                                |
| непознато                            | непознато                            |                                      | 12                                   | 0,36%                                |

| \| \| м \| \| \| ж \| \| ? \| 7 \| \| \| 4 \| \| 80+ \| 16 \| \| \| 31 \| \| 75—79 \| 27 \| \| \| 59 \| \| 70—74 \| 75 \| \| \| 99 \| \| 65—69 \| 103 \| \| \| 127 \| \| 60—64 \| 93 \| \| \| 114 \| \| 55—59 \| 74 \| \| \| 82 \| \| 50—54 \| 140 \| \| \| 130 \| \| 45—49 \| 146 \| \| \| 150 \| \| 40—44 \| 116 \| \| \| 122 \| \| 35—39 \| 117 \| \| \| 115 \| \| 30—34 \| 104 \| \| \| 90 \| \| 25—29 \| 118 \| \| \| 101 \| \| 20—24 \| 142 \| \| \| 100 \| \| 15—19 \| 101 \| \| \| 106 \| \| 10—14 \| 92 \| \| \| 89 \| \| 5—9 \| 99 \| \| \| 84 \| \| 0—4 \| 64 \| \| \| 71 \| \| Просек : \| 38,8 \| \| \| 41,9 \| |      |  |  |      |
| |      |  |  |      |
| | м    |  |  | ж    |
| ? | 7    |  |  | 4    |
| 80+ | 16   |  |  | 31   |
| 75—79 | 27   |  |  | 59   |
| 70—74 | 75   |  |  | 99   |
| 65—69 | 103  |  |  | 127  |
| 60—64 | 93   |  |  | 114  |
| 55—59 | 74   |  |  | 82   |
| 50—54 | 140  |  |  | 130  |
| 45—49 | 146  |  |  | 150  |
| 40—44 | 116  |  |  | 122  |
| 35—39 | 117  |  |  | 115  |
| 30—34 | 104  |  |  | 90   |
| 25—29 | 118  |  |  | 101  |
| 20—24 | 142  |  |  | 100  |
| 15—19 | 101  |  |  | 106  |
| 10—14 | 92   |  |  | 89   |
| 5—9 | 99   |  |  | 84   |
| 0—4 | 64   |  |  | 71   |
| Просек : | 38,8 |  |  | 41,9 |

| Година пописа     | 1948. | 1953. | 1961. | 1971. | 1981. | 1991. | 2002. |
| ----------------- | ----- | ----- | ----- | ----- | ----- | ----- | ----- |
| Број домаћинстава | 455   | 623   | 869   | 924   | 1.015 | 1.076 | 1.079 |

| Број чланова      | 1   | 2   | 3   | 4   | 5   | 6  | 7  | 8 | 9 | 10 и више | Просек |
| ----------------- | --- | --- | --- | --- | --- | -- | -- | - | - | --------- | ------ |
| Број домаћинстава | 179 | 258 | 206 | 261 | 114 | 48 | 11 | 2 | 0 | 0         | 3,07   |

| Пол    | Укупно | Неожењен/Неудата | Ожењен/Удата | Удовац/Удовица | Разведен/Разведена | Непознато |
| ------ | ------ | ---------------- | ------------ | -------------- | ------------------ | --------- |
| Мушки  | 1.379  | 436              | 840          | 72             | 27                 | 4         |
| Женски | 1.430  | 271              | 839          | 278            | 38                 | 4         |
| УКУПНО | 2.809  | 707              | 1.679        | 350            | 65                 | 8         |

| Пол    | Укупно                    | Пољопривреда, лов и шумарство | Рибарство                            | Вађење руде и камена | Прерађивачка индустрија       |
| ------ | ------------------------- | ----------------------------- | ------------------------------------ | -------------------- | ----------------------------- |
| Мушки  | 690                       | 159                           | 0                                    | 6                    | 195                           |
| Женски | 495                       | 94                            | 1                                    | 1                    | 157                           |
| Укупно | 1.185                     | 253                           | 1                                    | 7                    | 352                           |
|        |                           |                               |                                      |                      |                               |
| Пол    | Производња и снабдевање   | Грађевинарство                | Трговина                             | Хотели и ресторани   | Саобраћај, складиштење и везе |
| Мушки  | 11                        | 60                            | 110                                  | 10                   | 62                            |
| Женски | 4                         | 8                             | 78                                   | 17                   | 5                             |
| Укупно | 15                        | 68                            | 188                                  | 27                   | 67                            |
|        |                           |                               |                                      |                      |                               |
| Пол    | Финансијско посредовање   | Некретнине                    | Државна управа и одбрана             | Образовање           | Здравствени и социјални рад   |
| Мушки  | 2                         | 3                             | 33                                   | 7                    | 19                            |
| Женски | 15                        | 6                             | 23                                   | 25                   | 50                            |
| Укупно | 17                        | 9                             | 56                                   | 32                   | 69                            |
|        |                           |                               |                                      |                      |                               |
| Пол    | Остале услужне активности | Приватна домаћинства          | Екстериторијалне организације и тела | Непознато            | Непознато                     |
| Мушки  | 8                         | 0                             | 0                                    | 5                    | 5                             |
| Женски | 10                        | 0                             | 0                                    | 1                    | 1                             |
| Укупно | 18                        | 0                             | 0                                    | 6                    | 6                             |

## Познате личности
- Ненад Бјековић, фудбалер Партизана и репрезентативац Југославије.
- Ратко Младић, генерал-пуковник и командант Војске Републике Српске.
- Оливера Ковачевић, телевизијска водитељка и новинарка.
- Миодраг Бабић, привредник, дугогодишњи челник фармацеутског концерна „Хемофарм" из Вршца, кошаркашки функционер и стратешки инвеститор у органску пољопривреду.
- Владимир Савчић Чоби, је био српски музичар и глумац.
- Маја Симанић, српска одбојкашица и репрезентативка.
- Бојан Голубовић, фудбалер ФК Стеауа Букурешт.
- Сања Цвркота, српска каратисткиња и репрезентативка.
- Јовo Симанић, фудбалер Пролетера, Бенфике, Штутгарта.
- Стефан Тица, је српски интернационалац и бивши кошаркаш КК Вршац
- Богдан Обреновић, је српски интернационалац и бивши кошаркаш КК Вршац
- Илија Богдановић, певач фолк, турбо-фолк, поп-фолк и поп музике.